# Dacische Oorlogen

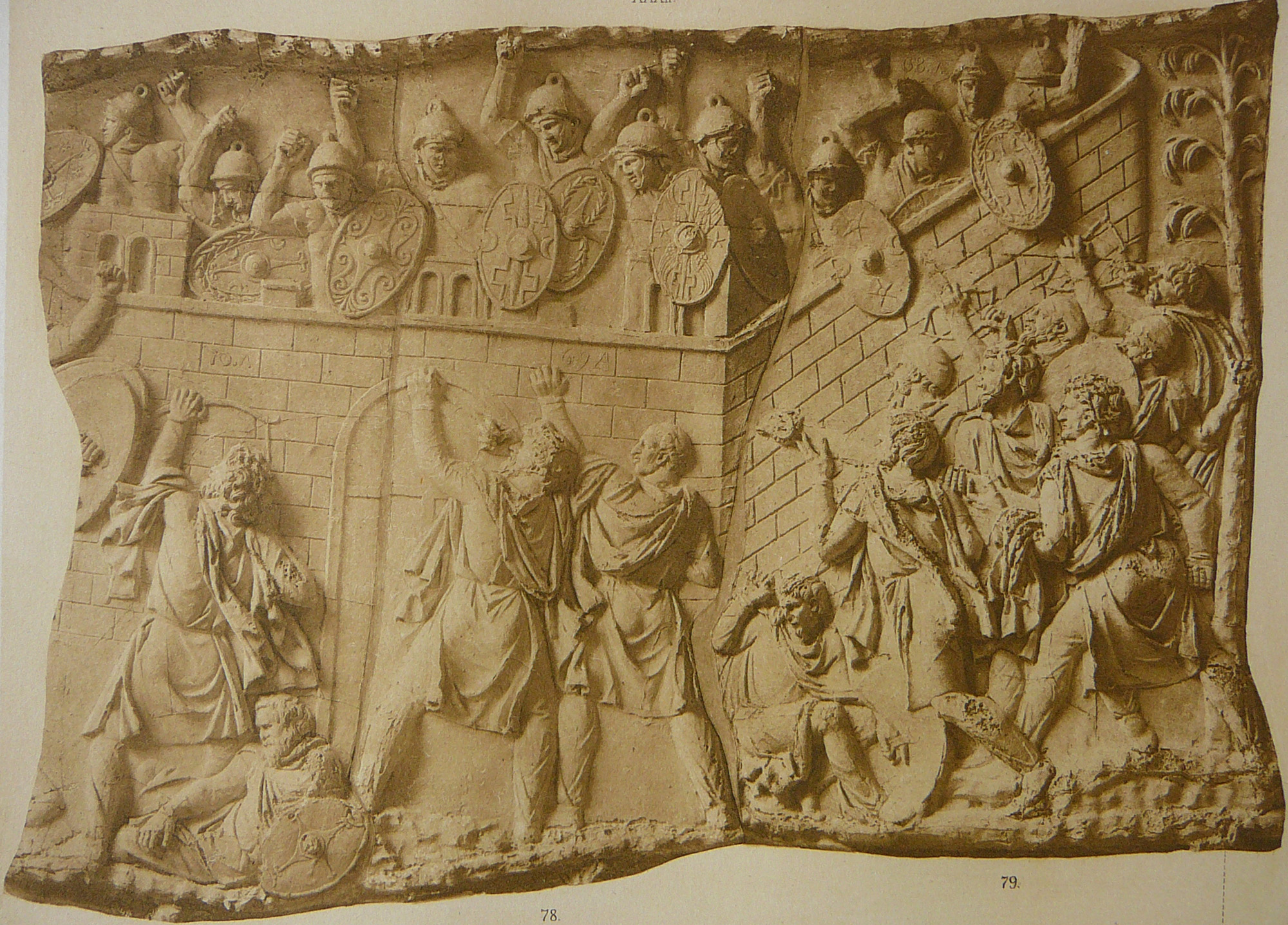
Aanval op een Romeins fort op de Zuil van Trajanus

De Dacische Oorlogen (101-102 en 105-106 n.Chr.) waren twee korte oorlogen tussen het Romeinse Rijk en Dacië (het huidige Roemenië) tijdens de regeerperiode van de Romeinse keizer Trajanus. Dacië werd hervormd tot de Romeinse provincie Dacië. 

## Eerdere botsingen
Sinds de heerschappij van Boerebista vormden de Daciërs bij tijd en wijle een dreiging voor het Romeinse Rijk. Julius Caesar was al begonnen met het plannen van een campagne tegen Dacië.
In de winter van 85 / 86  viel het leger van koning Duras wederom de Romeinse provincie Moesia aan. De toenmalige Romeinse keizer Domitianus verdeelde de provincie in Moesia Inferior en Moesia Superior, voorbereidend op toekomstige aanvallen en gaf daarna opdracht tot een veldtocht tegen Dacië. De Romeinse generaal Cornelius Fuscus stak de Donau over met legioen Legio V Alaudae, maar was weinig succesvol. Hij werd verslagen bij Tapae door de Daciër Dirpaneus.

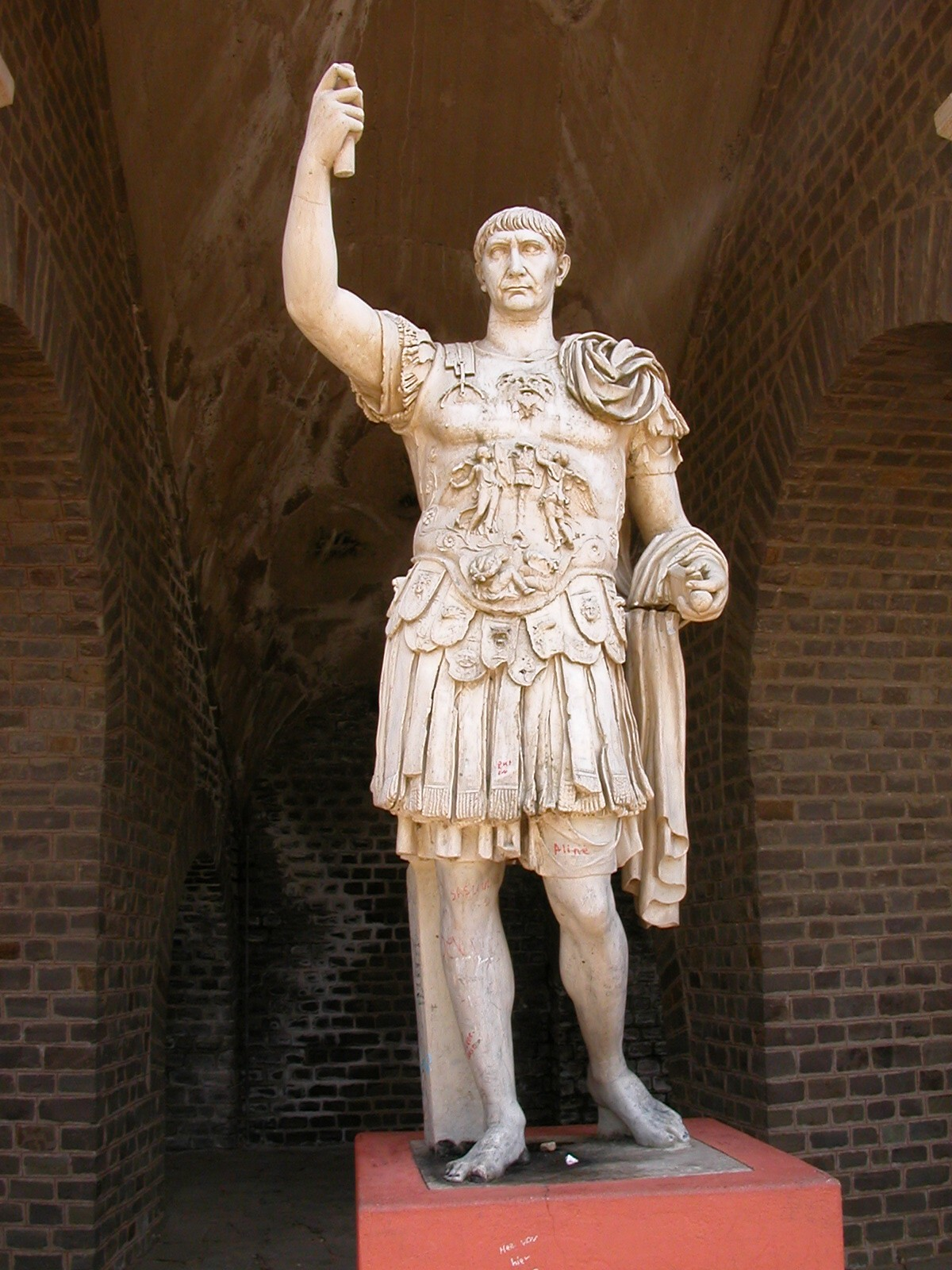
Beeld van Trajanus in Xanten, Duitsland

In 88 werd het Romeinse offensief voortgezet, en het Romeinse leger, dit keer onder het commando van Tettius Julianus, drong de Daciërs terug.  Domitianus en Decebalus sloten vervolgens vrede.
Volgend op de vrede van 89 werd Decebalus een cliens van Rome. Hij kreeg geld, handwerklieden en oorlogstuig van het Romeinse Rijk, om de grenzen te verdedigen. Volgens sommige historici was deze vrede ongunstig voor Rome. De technische en militaire steun, die Decebalus kreeg van de Romeinen, om een sterke zone te creëren tegen de noordelijke en oostelijke volkeren, werden echter gebruikt om van het Dacische Koninkrijk, een grote onafhankelijke staat te maken.

## Redenen van de twee grote oorlogen
Gedurende de eerste eeuw na Christus was het Romeinse beleid dat dreigingen uit buurlanden en provincies aangepakt moesten worden. Afgezien van enige samenwerking met Domitianus, bleef Decebalus zich tegen Rome verzetten. Daarom werd Dacië gezien als een dreiging. Rome had economische problemen, wegens de  vele militaire campagnes in Europa. Ook had keizer Nero het gehalte aan goud in de Romeinse munten verminderd. De aanwezigheid van goudmijnen in Dacië was ook een motief voor het conflict.
De nieuwe keizer Trajanus, zelf een ervaren militair en tacticus, begon met het voorbereiden van een oorlog tegen Dacië.

## De eerste oorlog
Na het verkrijgen van steun van de Romeinse senaat kon Trajanus in 101 op trekken tegen Daciërs. Dit was een oorlog waarin de militaire vindingrijkheid en het technische meesterschap van de Romeinen kon worden gedemonstreerd: een stenen brug, later bekend geworden als de Trajanus' brug, werd over de Donau gebouwd om de voortgang van de troepen te bevorderen. Het Romeinse offensief werd voorafgegaan door twee legionaire groepen, die recht naar het hart van Dacië marcheerden en de steden en de dorpen onderweg platbrandden. Trajanus versloeg het Dacische leger bij de Slag om Tapae en na een aantal andere kleine conflicten besloot Decebalus zich over te geven (102). De oorlog, die maar enkele maanden had geduurd, was een heroïsche overwinning voor het Romeinse Rijk en Trajanus.
De beroemde Brug van Trajanus bij Drobeta werd gebouwd in voorbereiding op de tweede oorlog. Deze brug, waarschijnlijk de grootste van die tijd en de daaropvolgende eeuwen, was ontworpen door Apollodorus van Damascus en was nodig om Dacië opnieuw te verslaan, sinds gesloten de "vrede".

## De tweede oorlog

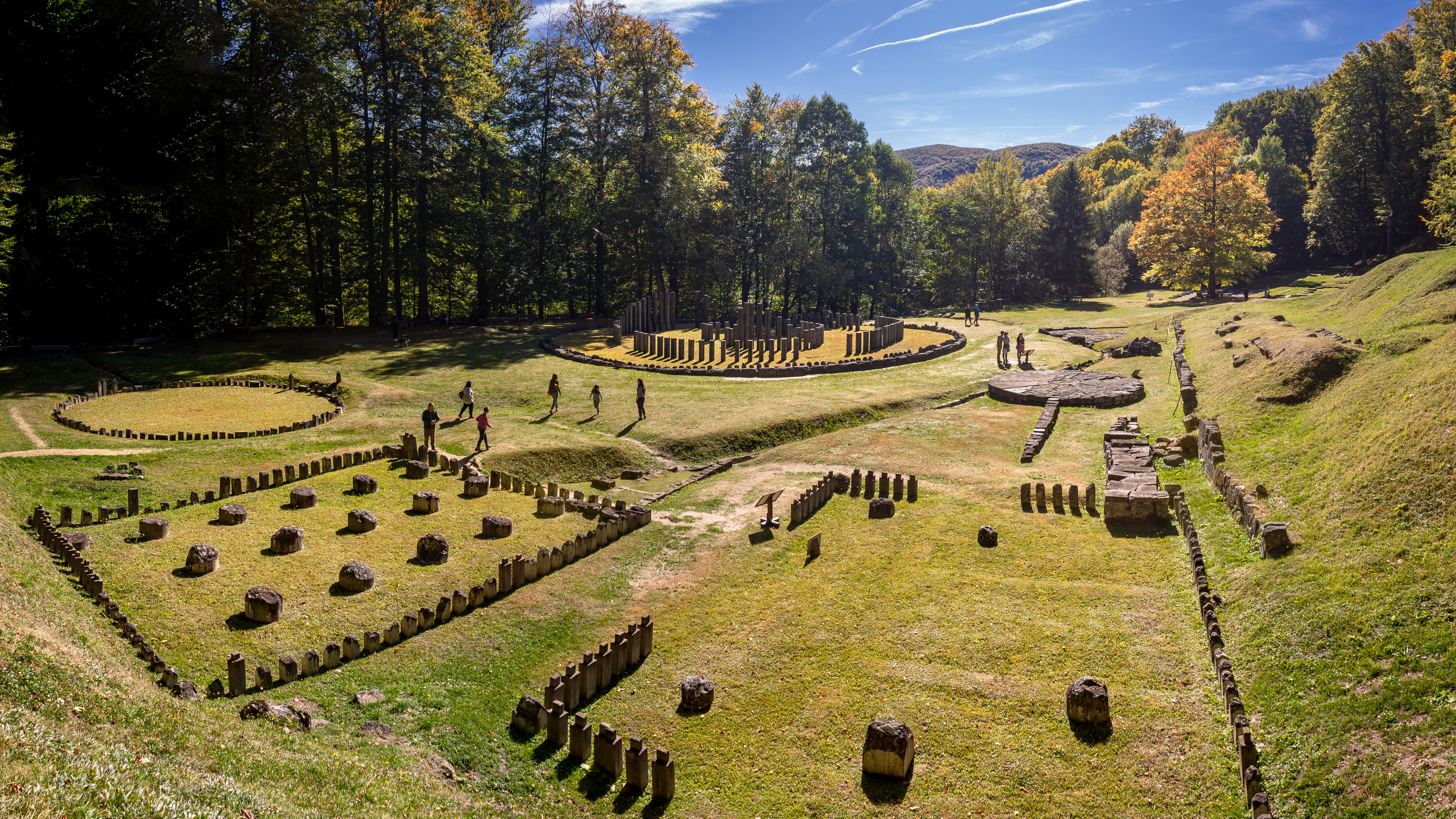
Ruïnes van Sarmizegetusa Regia

Na zijn onderwerping leefde Decebalus de Romeinse regels een tijdje na, maar organiseerde al snel opstanden met andere stammen en plunderde Romeinse koloniën over de Donau. Trajanus riep zijn troepen weer bij elkaar in 106 voor een tweede oorlog tegen het Koninkrijk van Dacië.
In tegenstelling tot het eerste conflict kende de tweede oorlog een veel moeilijker verloop. Hoewel het Romeinse leger veel stammen aan eigen zijde had, duurde het een tijd voordat de beslissende slag uitgevochten werd. Een aanval tegen de hoofdstad Sarmizegetusa vond plaats aan het begin van de zomer van 106, met de legioenen Legio II Adiutrix en Legio IV Flavia Felix en een detachement (vexillatio) van Legio VI Ferrata. De Daciërs sloegen de eerste aanval af. De Romeinen vernietigden de waterpijpen naar de Dacische hoofdstad en de stad werd platgebrand. Decebalus vluchtte maar pleegde later zelfmoord. De oorlog ging niettemin door. Dankzij het verraad van een vertrouweling van de Dacische koning, Bicilis, vonden de Romeinen Decebalus' schat in de rivier Sargesia/Sargetia - een fortuin dat door Jérôme Carcopino op 165.500 kg goud en 331.000 kg zilver werd geschat. De laatste slag met het leger van de Dacische koning vond plaats in Porolissum (het huidige Moigrad).

## Conclusie en nasleep
De Dacische Oorlogen waren een grote triomf voor Rome en haar legers. Trajanus riep een totaal van 123 feestdagen voor het hele rijk uit. In Rome werd in 113 de Zuil van Trajanus geplaatst, waarop de veldtochten van Trajanus in Dacië als een soort stripverhaal zijn afgebeeld.
Dacië werd formeel geannexeerd en Daciës rijke mijnen werden veilig gesteld. De mijnen vormden een nuttige financiële bron voor komende veldtochten van Rome en hielpen met de snelle expansie van Romeinse steden in Europa. De meeste burgers van Dacië werden tot slavernij gedwongen of gedood, om opstanden te voorkomen. Honderdduizend mannelijke slaven werden naar Rome gestuurd. Om opstanden te ontmoedigen werden de legioenen Legio XIII Gemina en Legio V Macedonica permanent in Dacia gelegerd. Hun veteranen kregen er land en trouwden met Dacische vrouwen. Dit leidde tot het ontstaan van het Roemeens. Het zuidelijk deel van Dacië werd in het Romeinse Rijk opgenomen. Het noordelijk deel bleef vrij maar werd geen staat.
De twee oorlogen waren belangrijke overwinningen in de Romeinse expansionistische campagne, waarmee Trajanus de bewondering van de bevolking afdwong. Het einde van de Dacische Oorlogen markeerde een periode van groei en relatieve vrede in Rome. Grote infrastructuurwerken vonden in het Romeinse Rijk plaats. Trajanus werd een civiele keizer, waarmee hij de weg baande voor verdere interne uitbreiding en versterking binnen het Romeinse Rijk als geheel.